# Liste der Wappen im Landkreis Oldenburg
Diese Liste beinhaltet alle in der Wikipedia gelisteten Wappen des Landkreises Oldenburg (Niedersachsen).

## Landkreis Oldenburg

Wappen des Landkreises Oldenburg
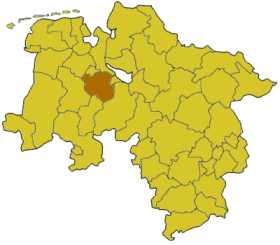
Lage des Landkreises Oldenburg in Niedersachsen

## Samtgemeindewappen

Samtgemeinde Harpstedt

## Wappen der Städte und Gemeinden des Landkreises Oldenburg

Gemeinde Beckeln (Details)
Gemeinde Colnrade
Gemeinde Dötlingen
Gemeinde Dünsen (Details)
Gemeinde Ganderkesee (Details)
Gemeinde Großenkneten
Gemeinde Groß Ippener
Flecken Harpstedt
Gemeinde Hatten
Gemeinde Hude
Gemeinde Kirchseelte
Gemeinde Prinzhöfte (Details)
Gemeinde Wardenburg
Stadt Wildeshausen
Gemeinde Winkelsett

## Historische Wappen

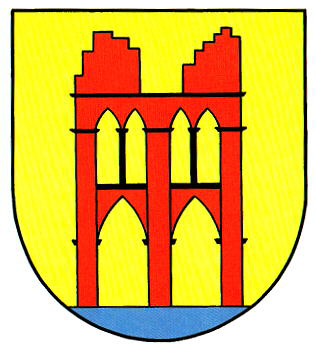
Gemeinde Hude